# Член технічного персоналу
Член технічного персоналу (англ. Member of technical staff; скорочення англ. MTS) — це назва посади постійних співробітників відділів досліджень у деяких установах і компаніях. Ця посада приблизно еквівалентна посаді асистента або доцента в університеті.
Посада Видатного члена технічного персоналу (англ. Distinguished Member of Technical Staff (DMTS)) приблизно еквівалентна повному професору (англ. full professor) (або почесному професору). Інші пов'язані посади:
- Головний член технічного персоналу (англ. Principal Member of Technical Staff (PMTS))
- Провідний член технічного персоналу (англ. Lead Member of Technical Staff (LMTS))
- Старший член технічного персоналу (англ. Senior Member of Technical Staff (SMTS))
- Асоційований член технічного персоналу (англ. Associate Member of Technical Staff (AMTS))
- Consulting Member of Technical Staff (CMTS)